# Agelista andina
Agelista andina là một loài nhện trong họ Salticidae.
Loài này thuộc chi Agelista. Agelista andina được Eugène Simon miêu tả năm 1900.